# Kolmårdens Djurpark
Le Kolmårdens Djurpark est un parc zoologique et parc de loisirs suédois ouvert depuis 1965 et situé le long de la côte nord de la baie de Bråviken, à 18 km au nord-est de Norrköping et à 140 km au sud-ouest de Stockholm.
Il fut le premier parc scandinave à avoir un delphinarium, en 1969. Aujourd'hui le seul de Suède, il présente huit grands dauphins.

## Histoire
Le zoo a été conçu en 1962 par Ulf Svensson pour redonner vie à l'ancienne municipalité de Kolmården (rattachée depuis 1971 à la commune de Norrköping). Le parc a ouvert en 1965 et comptait à l'époque 210 animaux. Le parc continue de s'agrandir d'année en année, accueillant toujours plus d'animaux. En 1968, il accueille des ours polaires puis en 1969, il inaugure son delphinarium. En 1972, le parc célèbre l'arrivée d'ours bruns, d'un parc safari et d'un Tropicarium présentant des serpents et des crocodiles.

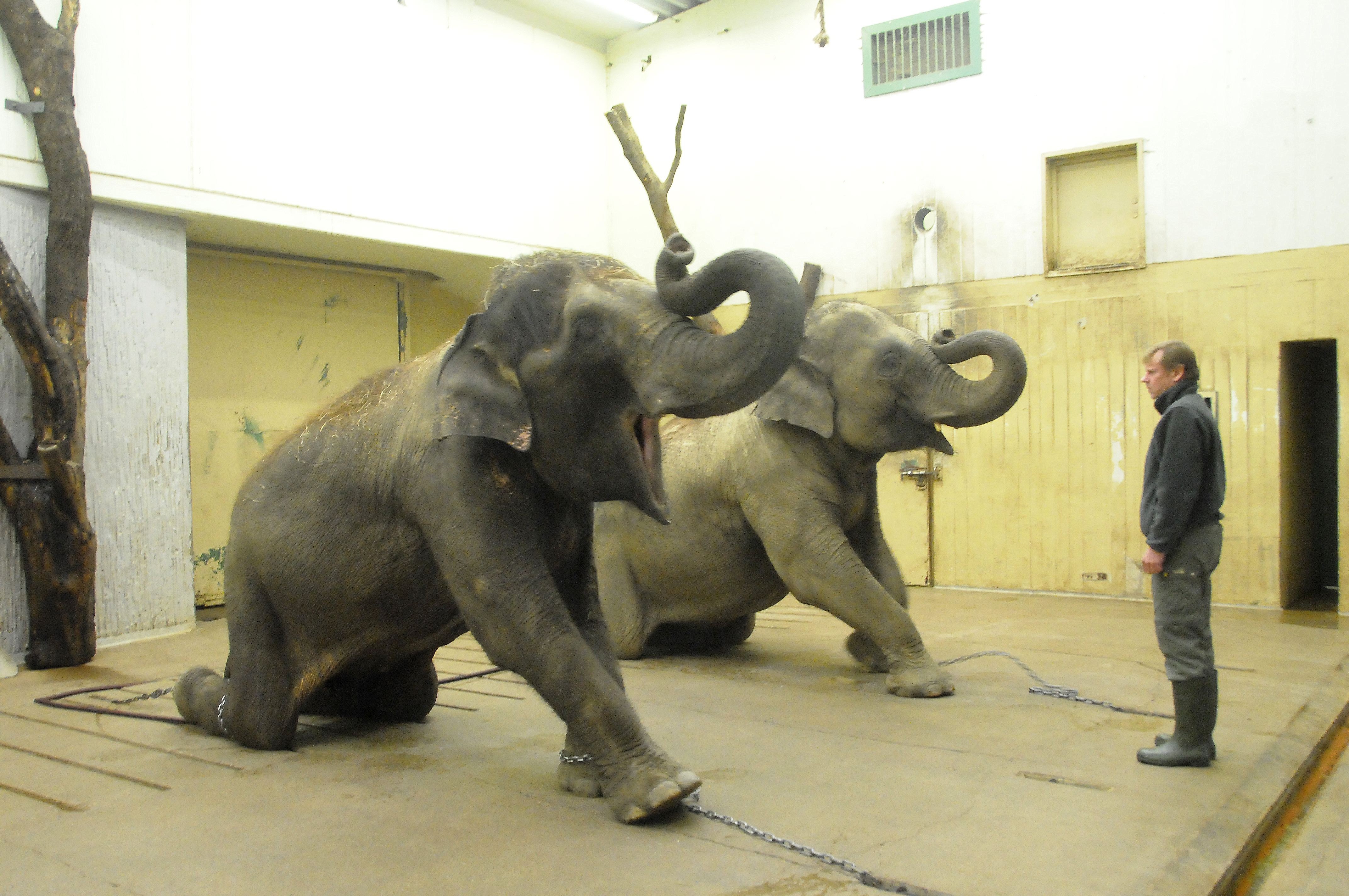
Dan Koehl, franco-suédois soigneur d’éléphant, et Saonoi et Bua, deux éléphants d'Asie offerts au roi Charles XVI Gustave de Suède par la roi de Thaïlande, à Kolmårdens Djurpark

Initialement propriété de la commune de Norrköping, le parc est privatisé en 1997 et est géré depuis 2000 par la société Parks and Resorts Scandinavia. Depuis lors, d'autres améliorations sont apportées comme l'ajout de Tiger World en 2007, permettant aux visiteurs d'approcher des tigres, et l'extension du delphinarium en 2008 dans une zone complète consacrée au monde maritime.
En 2009, le parc se dote de montagnes russes familiales appelées Delfinexpressen. Le parc safari ferme ses portes en 2010 mais est remplacé par un téléphérique en 2011.
Le parc héberge deux éléphants d'Asie offerts au roi de Suède par la Thaïlande.
En 2012 des loups tuent un gardien du zoo. Des collègues ont retrouvé la trentenaire sans vie dans l'enceinte de la meute, dans laquelle elle était entrée seule. Elle était considérée comme expérimenté et familier avec les huit loups. En effet, l'une des attractions les plus populaires de Kolmården était la possibilité pour les visiteurs d'entrer dans l'enclos des loups sous la supervision du personnel. Ce programme a été suspendu définitivement après cet accident.
Le parc ouvre en 2015 une zone pour enfants nommée Bamses Värld sur le thème de l'ours Bamse, personnage de dessin animé très populaire en Suède. Elle inclut des attractions dont un Rockin' Tug et un parcours de montagnes russes junior de Zierer nommé Godiståget.
En 2016 est inaugurée la section Wildfire, un parcours de montagnes russes en bois de Rocky Mountain Construction.
Le Kolmårdens Djurpark est ouvert de mai à septembre. La fréquentation est annoncée à 700 000 visiteurs chaque été.

## Galerie

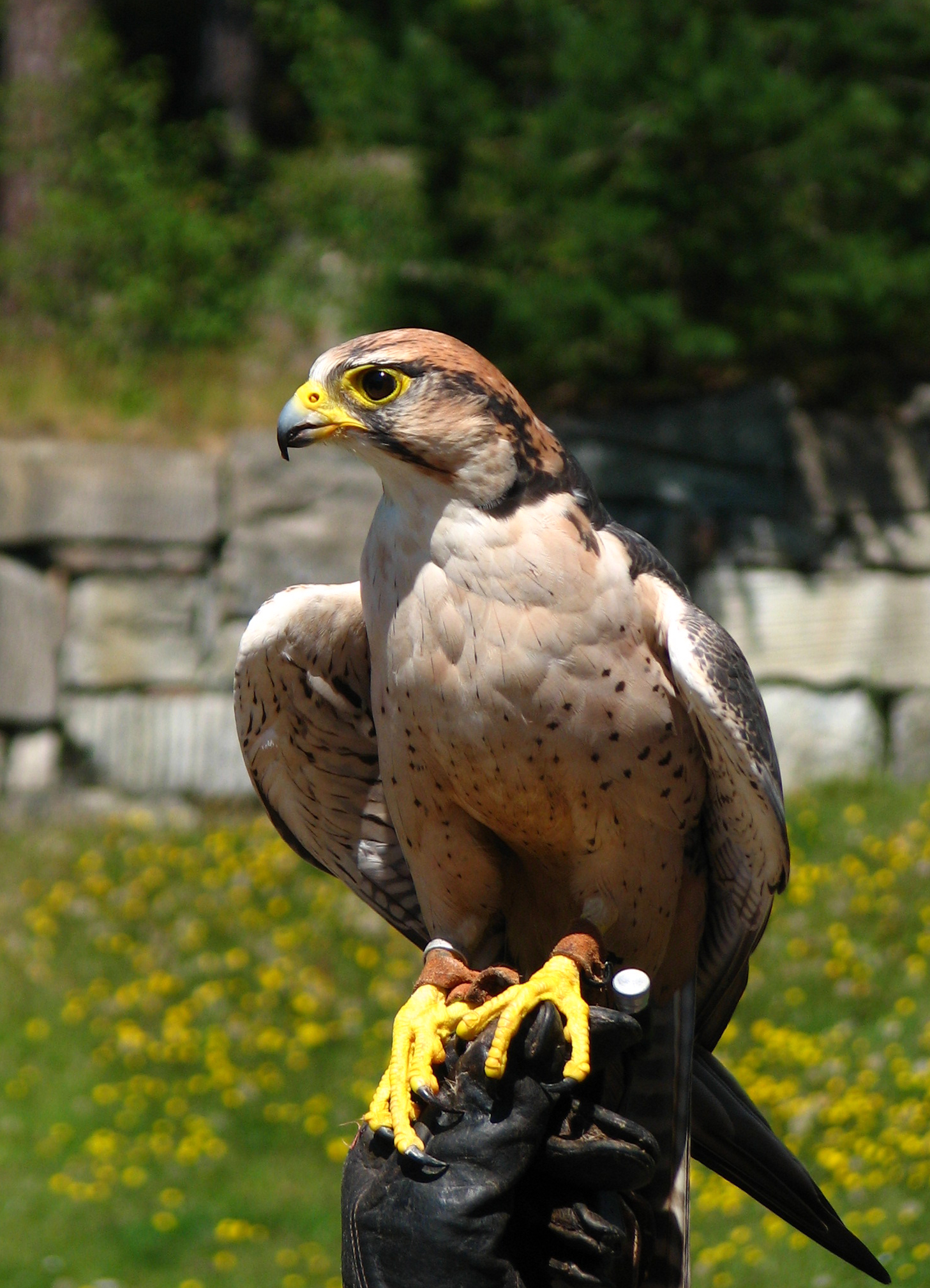
Faucon lanier captif.
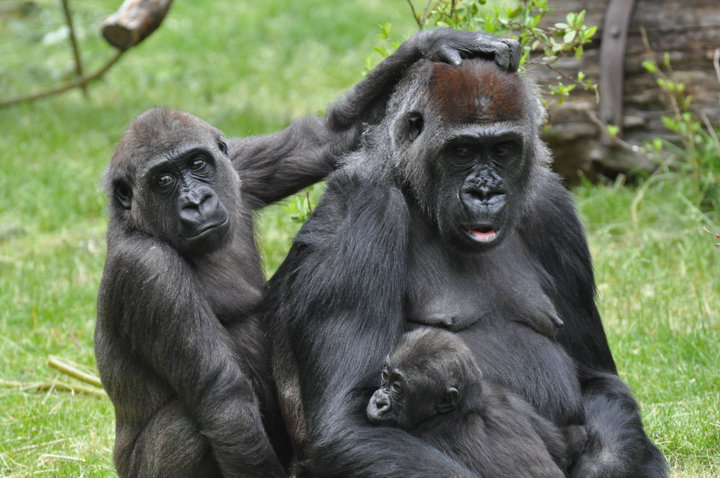
Famille de gorilles.
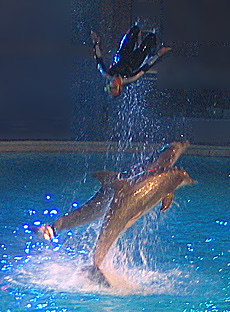
Spectacle au delphinarium.
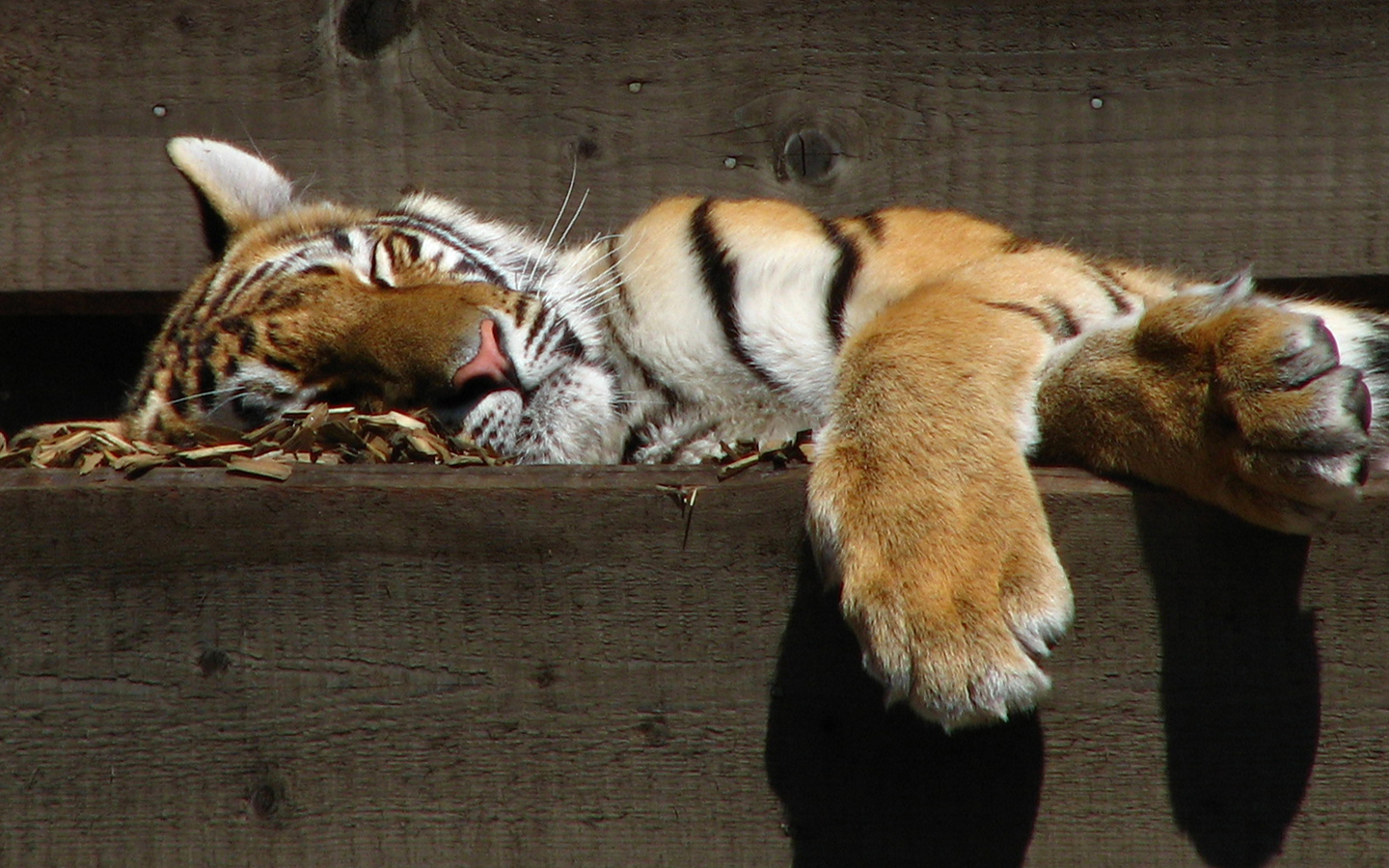
Tigre de Sibérie.
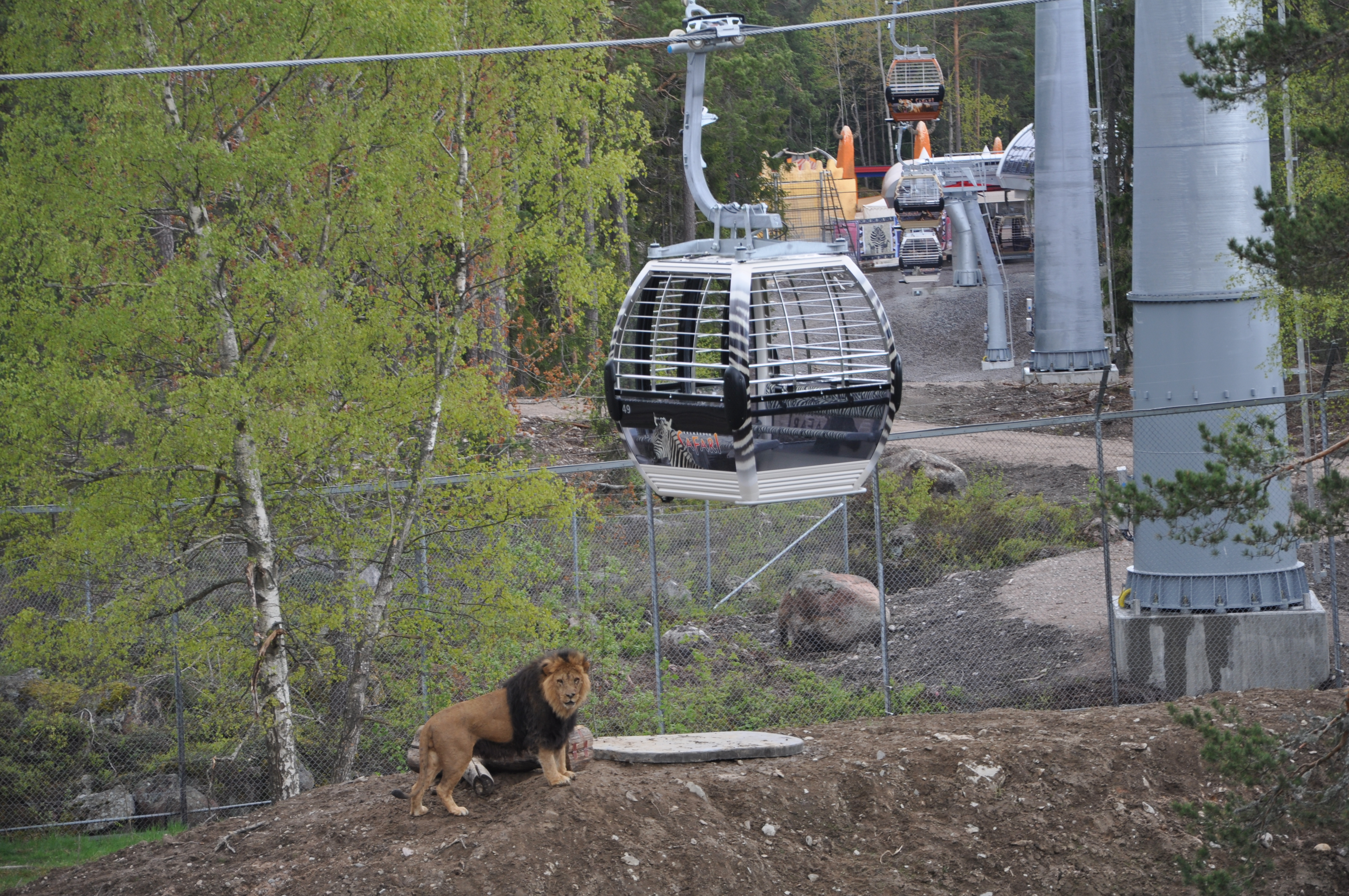
Téléphérique passant au-dessus de l'enclos des lions.